# Wasіljeuka (rejon homelski)
Wasіljeuka (biał. Васільеўка; ros. Васильевка, Wasiljewka) – osiedle na Białorusi, w obwodzie homelskim, w rejonie homelskim, w sielsowiecie Ciareszkawiczy, nad Ucią.
Wasіljeuka jako odrębna miejscowość powstała w 2012. Osiedle składa się z trzech bloków mieszkalnych oraz kompleksu pensjonatu mieszkalno-rehabilitacyjnego dla osób starszych i niepełnosprawnych.